# The Ballad Hits
The Ballad Hits je kompilacija hitova švedskog sastava Roxette. Singl s albuma je pjesma "A Thing About You", koja je uz pjesmu "Breathe" novosnimljena pjesma na ovom albumu.

## Popis pjesama
1. "A Thing About You"
2. "It Must Have Been Love"
3. "Listen to Your Heart" (Swedish Single Edit)
4. "Fading Like a Flower (Every Time You Leave)"
5. "Spending My Time"
6. "Queen of Rain"
7. "Almost Unreal"
8. "Crash! Boom! Bang!" (Single Edit)
9. "Vulnerable" (Single Edit)
10. "You Don't Understand Me"
11. "Wish I Could Fly"
12. "Anyone"
13. "Salvation"
14. "Milk and Toast and Honey" (Single Master)
15. "Breathe"